# Rodi
Rodi (in greco Ρόδος?, Ródos; in greco antico: Ῥόδος?, Rhódos) è la più grande delle isole del Dodecaneso e la più orientale delle maggiori isole dell'Egeo; il versante sudorientale è bagnato dal Mar di Levante. È la quarta isola più grande della Grecia.
È situata a circa 17,7 km dalle coste della Turchia. La popolazione nel 2011 è di circa 115 490 abitanti, di cui circa 60-70 000 risiedono nella città di Rodi, il centro maggiore.
Rodi era il capoluogo della prefettura del Dodecaneso, che includeva anche le vicine isole di Simi, Piscopi, Calchi e Castelrosso. Storicamente era famosa per il Colosso di Rodi, statua del dio Elio, una delle sette meraviglie del mondo antico. La città medievale del capoluogo dal 1988 è inserita nella lista dei beni patrimonio dell'umanità.

## Origine del nome

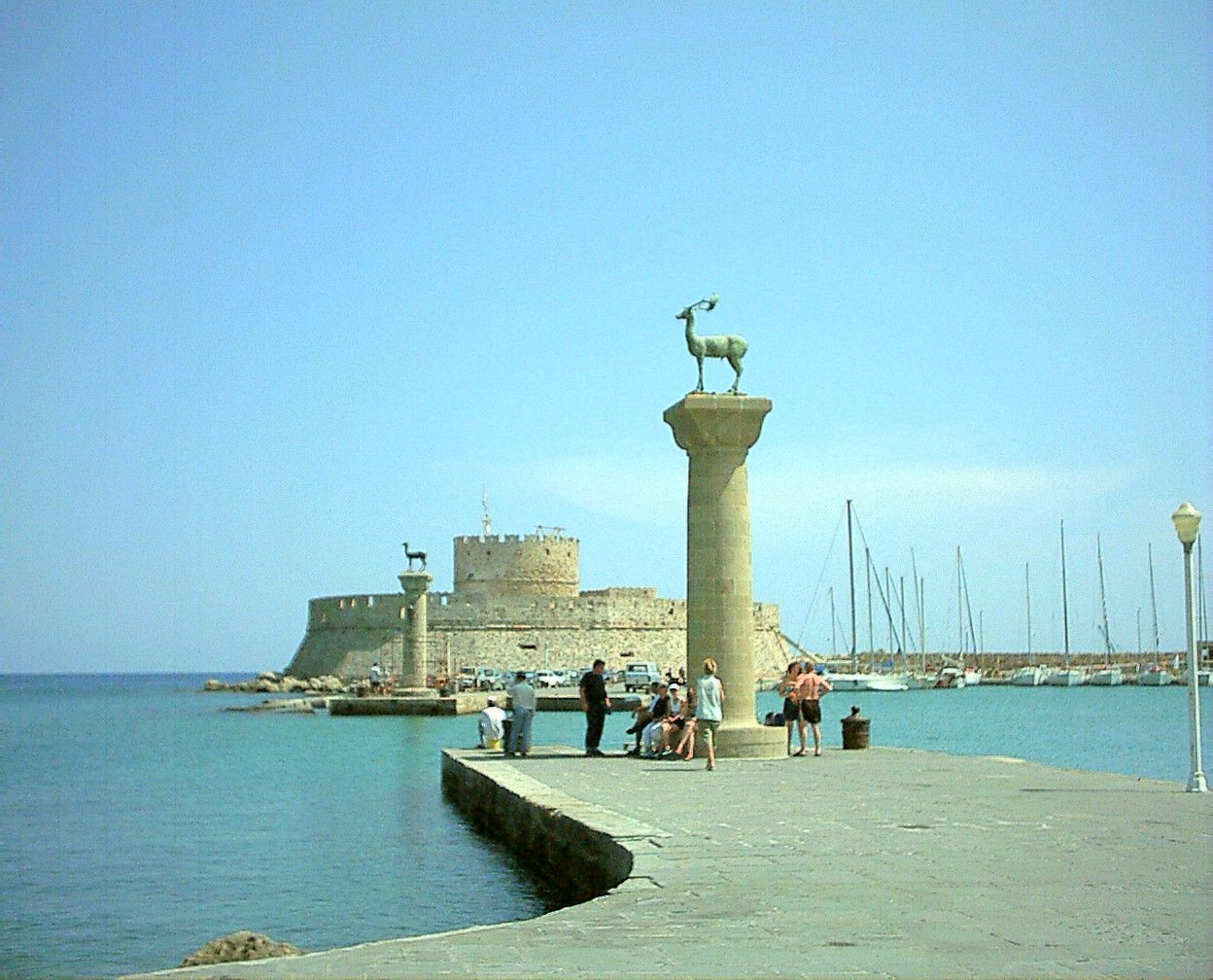
Il porto di Rodi

Il nome potrebbe derivare dal greco antico ῥοδον (rhodon), che significava «rosa» (in greco moderno Triantaphyllià - τριανταφυλλιά, "trentapetali"), e ricorrente è la denominazione di Isola delle rose. La rosa è uno dei simboli di Rodi, spesso impresso sulle monete.
Già nell'antichità alcune teorie collegavano il nome dell'isola alla mitologia: Rodo era la ninfa figlia di Poseidone e di Anfitrite. Ovviamente può essere accaduto anche l'inverso: che la ninfa abbia preso nome dall'isola.
Diversi studiosi sostengono un'origine pre-greca del nome, facendolo risalire in particolare alla parola fenicia erod (serpente), per la passata abbondanza di serpenti. Nelle lingue semitiche (tra cui il fenicio) la stessa radice è collegata a un'altra, che significa "essere liberi", e c'è chi ha supposto che i Fenici indicassero con una parola simile ma non identica a erod l'isola che per un lungo periodo riuscì a difendere la sua indipendenza dai popoli circostanti.
Altre figure rappresentative dell'isola sono il daino, qui chiamato erroneamente "cervo", la cui statua domina il principale ingresso portuale e di cui vari esemplari pascolano lungo i percorsi dei parchi delle mura, e l'ibisco, onnipresente fiore che decora ville e giardini. Secondo leggende popolari, furono i cervi, e non Forbante a liberare l'Isola dai serpenti.
Accanto a questi, altri appellativi caratterizzano o caratterizzavano Rodi che era variamente definita: , Αστερία, Τρινακρία, Κορυμβία, Τελχινίς, Μακαρία, Ποντία, Αιθρία, Ποήεσσα.

## Geografia

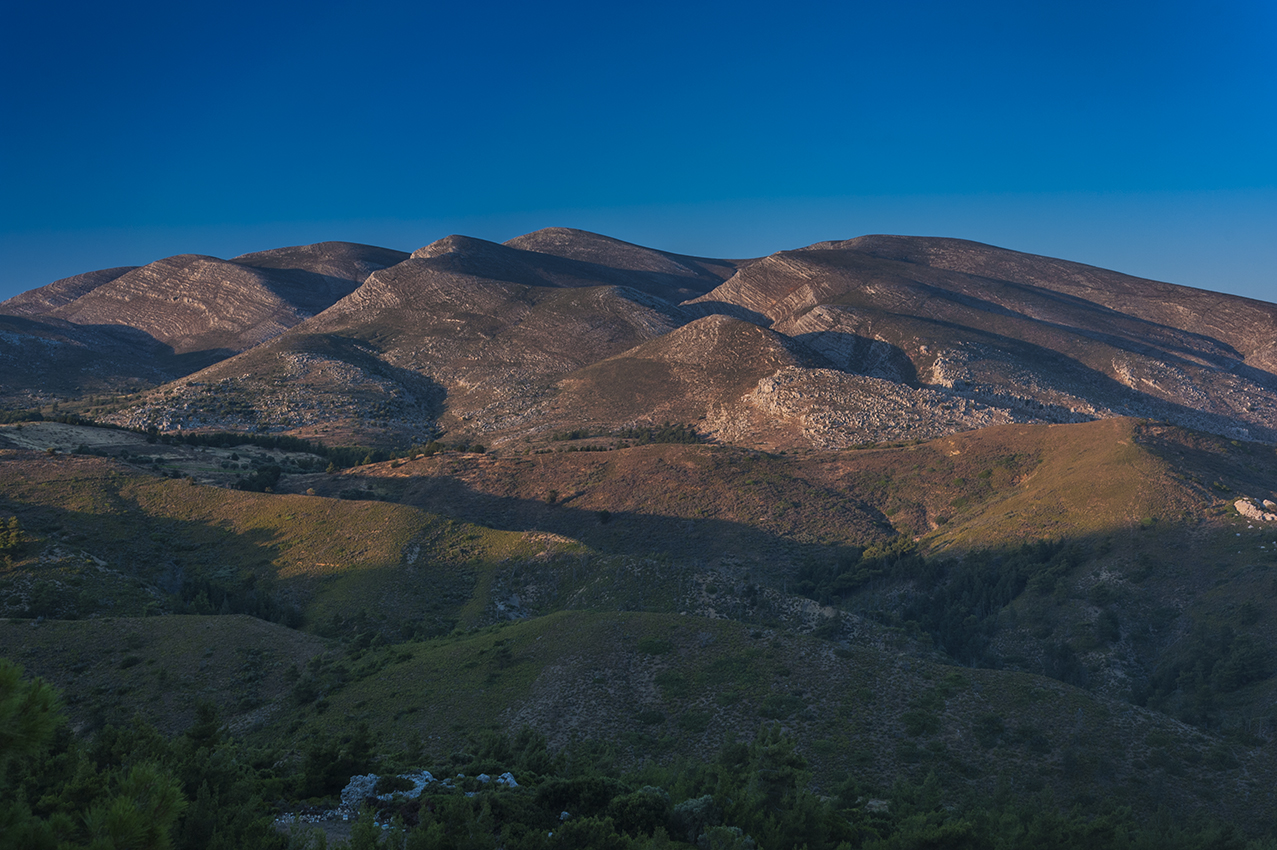
Il monte Attairo visto da sud

Spesso paragonata per forma a un ferro da stiro, Rodi ha una superficie di circa 1400 km² con una lunghezza di 80 km e una larghezza massima di 38 km. Giace sul confine tra la placca egea e la placca africana. Lo schema tettonico è complesso, con un'evoluzione nel Neogene che include periodi di compressione, estensione e scorrimento. Attualmente l'isola sta subendo una rotazione antioraria (17°±5° negli ultimi 800 000 anni) associata al sistema sinistrorso del sistema delle faglie trascorrenti dell'Egeo.
L'interno è occupato in gran parte da dolci colline coltivate di origine calcarea, che in pochi punti diventano accidentate, pur senza raggiungere altezze importanti. La cima più alta è il monte Attàiro (in greco Αττάβυρος, Attàvyros), 1216 m, nella zona centro-occidentale.
La città di Rodi è situata all'estremità nord, luogo del principale porto commerciale dell'isola fin dall'antichità. 
A 14 km a sud-ovest dalla città è situato l'aeroporto internazionale (codice RHO).
Sulla costa orientale è rilevante la città di Lindo (Λίνδος, Lindos), un tempo importante porto commerciale, oggi meta turistica.

## Storia

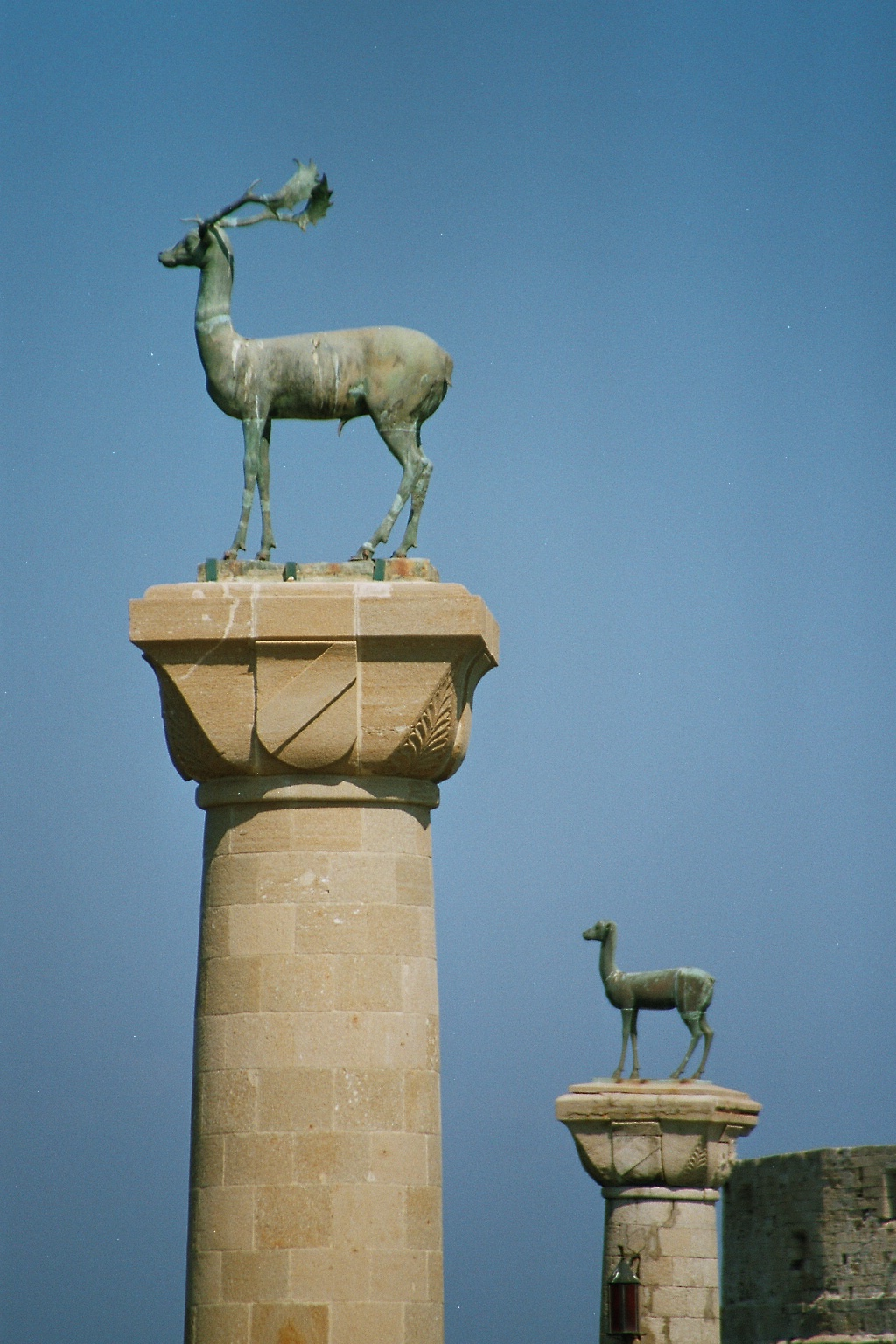
Particolare delle colonne recanti Elafos ed Elafina, i daini simbolo di Rodi

### Antichità
L'isola era abitata già nel Neolitico, anche se di questa cultura rimangono poche tracce. Nel XVI secolo a.C. fu raggiunta dai Micenei, e più tardi la mitologia greca farà riferimento alla stirpe dei Telchini di Rodi, associandoli a Danao, soprannominato Telchinis.
Invasa dagli Achei nel XV secolo a.C., l'isola conobbe un periodo di sviluppo nell'XI secolo a.C., con l'arrivo dei Dori che costruirono le tre importanti città: Lindo, Ialiso e Camiro, che insieme a Coo, Cnido e Alicarnasso (queste ultime sulla costa dell'Asia minore) dettero vita alla Esapoli dorica.
Nelle Olimpiche di Pindaro si narra che l'isola nacque dall'unione di Helios, dio del sole, con la ninfa oceanina Rodi (Rodo, Roda o Rode) e le città presero i nomi dei loro tre figli.
Come testimoniato dai grandi santuari di Lindo e Camiro, nel VII secolo a.C. Rodi divenne uno dei punti cardine del commercio mediterraneo.
Dopo che Atene sconfisse gli invasori Persiani nel 478 a.C., le tre città aderirono alla Lega ateniese. Allo scoppio della guerra del Peloponneso nel 431 a.C., Rodi si mantenne neutrale, pur facendo parte della Lega. La guerra terminò nel 404 a.C., e Rodi optò per la non belligeranza per tutta la durata delle ostilità.
Nel 408 a.C. le tre città si unirono per formare un'unica unità politica, perciò nella parte settentrionale dell'isola si costruì una nuova capitale: la città di Rodi. I lavori furono condotti dall'architetto ateniese Ippodamo. Il generale indebolimento della Grecia in seguito alla guerra del Peloponneso fece sì che l'isola fosse conquistata prima da Mausolo di Alicarnasso, poi dai Persiani nel 340 a.C., infine da Alessandro Magno nel 332 a.C.
Dopo la morte di Alessandro tre dei suoi generali (Tolomeo, Seleuco e Antigono) si divisero l'impero. Rodi strinse forti legami culturali e commerciali con i Tolomei di Alessandria per formare così la lega rodo-egiziana che controllò i traffici commerciali nell'Egeo per tutto il III secolo a.C.. Rodi si impadronì della costa caria, con la quale costituì la Perea Rodia, territorio che raggiunse la sua massima estensione dopo il trattato di Apamea del 188 a.C., inglobando anche le città della Licia.
La città divenne un centro marittimo, commerciale e culturale di grande importanza, la cui moneta circolava per tutto il Mediterraneo. Le sue famose scuole di filosofia, scienza, letteratura e retorica rivaleggiavano con quelle di Alessandria. Fra i più importanti esponenti di questo grande momento di sviluppo furono il maestro di retorica Eschine, Apollonio di Rodi, gli astronomi Ipparco e Gemino, il filologo e grammatico Dionisio Trace. La scuola di scultura dell'isola sviluppò uno stile drammatico e ricco noto come "barocco ellenistico".
Nel 305 a.C. il figlio di Antigono assediò Rodi al fine di rompere l'alleanza. Dopo un anno, nel 304 a.C., si arrivò a un accordo di pace e l'assedio fu tolto; gli abitanti dell'isola decisero di vendere gli equipaggiamenti abbandonati dagli assedianti per poter così erigere una statua al dio Helios, conosciuta come il Colosso di Rodi. Tra il 205 e il 200 a.C. Filippo V di Macedonia tentò di conquistarla, ma invano.
Nel 227 - 226 a.C. Rodi fu colpita da un rovinoso terremoto; ciononostante l'isola, sostenuta dagli aiuti provenienti dal mondo greco, perseverò nella propria politica marittima che la rese una tra le prime potenze in questo settore nel Mediterraneo, insieme a Cartagine.
Nel 164 a.C. Rodi stipulò un trattato con Roma. Nell'isola giungevano i figli delle nobili famiglie romane per seguire le lezioni dei maestri di retorica, fra i quali Ermàgora di Temno (II secolo a.C.), autore tra l'altro, secondo Suida, di una Ars rhetorica (che peraltro non va affatto identificata tout-court con la Rhetorica ad Herennium, opera fino al XVI secolo attribuita a Cicerone e dalla critica successiva ascritta invece, sulla fede di Quintiliano, al retore latino Cornificio del I secolo a.C.). Inizialmente Rodi fu un'importante alleata di Roma, ma finì poi col perdere i privilegi acquisiti, tant'è che venne invasa e saccheggiata dal cesaricida Cassio. Mantenne tuttavia una grande importanza commerciale. Significativo è il fatto che il provvedimento fondamentale dell'antico diritto marittimo prese il nome di lex rhodia de iactu.
Nel I secolo d.C. Tiberio, non ancora imperatore, trascorse a Rodi 8 anni, fra ritiro volontario ed esilio. Cristianizzata da San Paolo, dopo la caduta dell'Impero romano d'Occidente appartenne per dieci secoli all'Impero bizantino. Ciononostante, venne più volte occupata: per esempio, dagli arabi guidati da Mu'awiya ibn Abi Sufyan nel 672. Durante la prima crociata venne ripresa da Alessio I Comneno.

### Medioevo
Dal 1100 l’isola era governata dalle famiglie più influenti nel Dodecaneso della Repubblica di Genova, in particolare gli Spinola, i Vignolo ed i Moresco; controllando i traffici e governando le rotte marittime nell’Egeo per conto degli imperatori bizantini, questi furono eletti ammiragli di Costantinopoli e ricevettero come compenso e appannaggio alcune isole, tra cui, la più importante, Rodi.
Alla caduta nel 1306 dell’ultimo governatore della Repubblica di Genova Andrea Moresco, ammiraglio dell’Impero d’Oriente, nominato dall’imperatore Andronico II Paleologo nel 1282, seguì un periodo convulso di scontri ed imboscate, durante il quale i Genovesi, pur rimpiazzando il governatore col fratello Lodovico Moresco, alla morte di Andrea Moresco nel 1309 cedettero gradualmente il controllo ai Cavalieri Ospitalieri, mantenendo però il privilegio su tre città e un castello (Lardis), posseduti direttamente dal genovese Vignolo de Vignoli, nonno di Andreolo Moresco, che altresì aveva diritto ad un terzo di tutti i commerci e dazi generati sull’isola.
Nel 1309 l'isola passò sotto il controllo dei Cavalieri Ospitalieri, noti perciò come Cavalieri di Rodi. L'abitato fu ricostruito come un modello ideale di città medievale europea; di questo periodo rimangono molti monumenti famosi, fra cui il palazzo del Gran Maestro. Le possenti mura costruite dai cavalieri permisero all'isola di contrastare gli attacchi del sultano dell'Egitto nel 1444 e di Maometto II nel 1480. Tuttavia, nel dicembre del 1522 Rodi non poté resistere al grande esercito di Solimano il Magnifico. Ai pochi cavalieri rimasti fu concesso di ritirarsi a Malta, mentre l'isola restò sotto il dominio ottomano per quasi quattro secoli.
Per secoli l'isola di Rodi ebbe un'importante comunità ebraica. Si trattava soprattutto di ebrei espulsi dalla Spagna che parlavano il ladino giudeo-spagnolo.

### Il periodo coloniale italiano

L'ingresso dei bersaglieri a Rodi nel 1912

Annessa de facto già dal 1912 durante la guerra italo-turca, l'isola venne assegnata all'Italia con i trattati che posero fine alla guerra insieme alle altre isole dell'arcipelago del Dodecaneso. La città di Rodi costituì il capoluogo di una provincia, la cui sigla automobilistica era RD. Nel 1923 la provincia di Rodi fu affidata all'ambasciatore Mario Lago, che riuscì a far convivere pacificamente le diverse etnie dell'isola e avviò il restauro di numerose opere monumentali e la costruzione di infrastrutture ed edifici pubblici (strade, scuole, ospedali, ecc.). A questa attività presero parte in particolare gli architetti Florestano Di Fausto e Natale Sardelli.
Durante questo periodo la cerva della porta marittima dell'isola venne sostituita dalla lupa capitolina; dopo la fine del dominio italiano fu ripristinata la statua originaria. Nel 1936 fu nominato nuovo governatore De Vecchi.
Il governatore - quadrumviro della Marcia su Roma ed ex ministro dell'Educazione Nazionale - contestualmente all'emanazione delle leggi razziali del 1938, costrinse gli Ebrei residenti a Rodi che avevano ottenuto la cittadinanza italiana dopo il 1919 a lasciare l'isola entro sei mesi. Furono quindi costretti a diventare profughi apolidi ed espulsi dall'isola senza nessun risarcimento, trovando rifugio nei territori limitrofi sotto controllo britannico (Cipro) o francese (Siria).

#### La seconda guerra mondiale

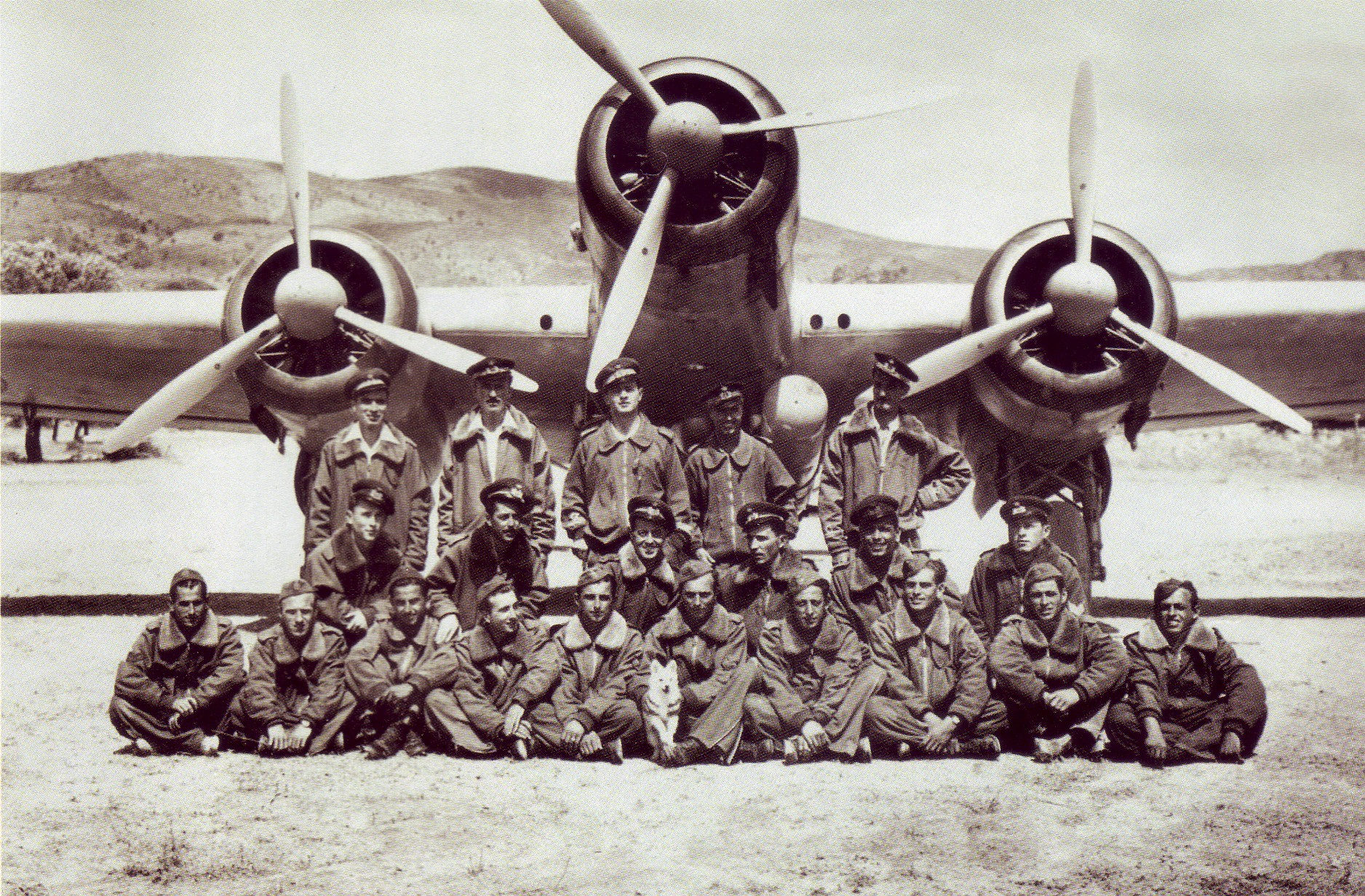
La 281ª Squadriglia nell'aeroporto di Gadurrà nel giugno 1941

In seguito allo scoppio della seconda guerra mondiale e all'entrata dell'Italia nel conflitto nel 1940, anche l'isola fu teatro di scontri bellici. Dalle basi aeree dell'isola (Cattavia, Gadurrà e Marizza), partirono i raid della Regia Aeronautica verso il Medio Oriente, che era territorio britannico.
Nell'autunno del 1943, in seguito alla caduta del governo fascista e alla proclamazione dell'armistizio dell'8 settembre fra il nuovo governo italiano fedele al re Vittorio Emanuele III e le forze alleate anglo-americane, le forze naziste sbarcarono sull'isola, ingaggiando con le forze italiane la battaglia di Rodi (1943), fra le truppe tedesche del generale Kleemann e quelle italiane (guidate dal governatore Campioni e dall'ammiraglio Mascherpa). Gli aspri scontri nell'isola di Rodi e nel resto dell'arcipelago videro, dopo qualche settimana, la resa delle forze italiane sopraffatte dai tedeschi, col controllo da parte di questi ultimi dell'intero Dodecaneso fino alla fine della guerra, anche se formalmente ne lasciarono l'amministrazione alla Repubblica Sociale Italiana.
Nel luglio 1944 i militari tedeschi procedettero all'arresto ed alla deportazione degli ebrei italiani rimasti a Rodi, con la collaborazione dell'amministrazione civile della RSI. Tra gli archivi dei carabinieri di Rodi svolgenti funzione di polizia - ritrovati fortunosamente nel 2013 - spicca una lista in italiano di 1.661 nomi scritta nel 1944, lista che fu utilizzata dai tedeschi per individuare, arrestare, deportare e assassinare gli ebrei dell'isola. Il 20 luglio 1944, 1 767 ebrei di Rodi e di Coo furono rinchiusi senza cibo né acqua presso l'ex comando della Regia Aeronautica. Il console turco dell'isola riuscì a salvarne 43 perché in possesso di doppia cittadinanza; degli altri che furono deportati ad Auschwitz solo 163 si salvarono.
Tra i pochi superstiti allo sterminio, solo alcuni decisero di far ritorno nell'isola: costoro aprirono, in memoria, un museo chiamato "Museo degli Ebrei di Rodi". Il più noto tra i superstiti fu Samuel Modiano (detto "Sami").

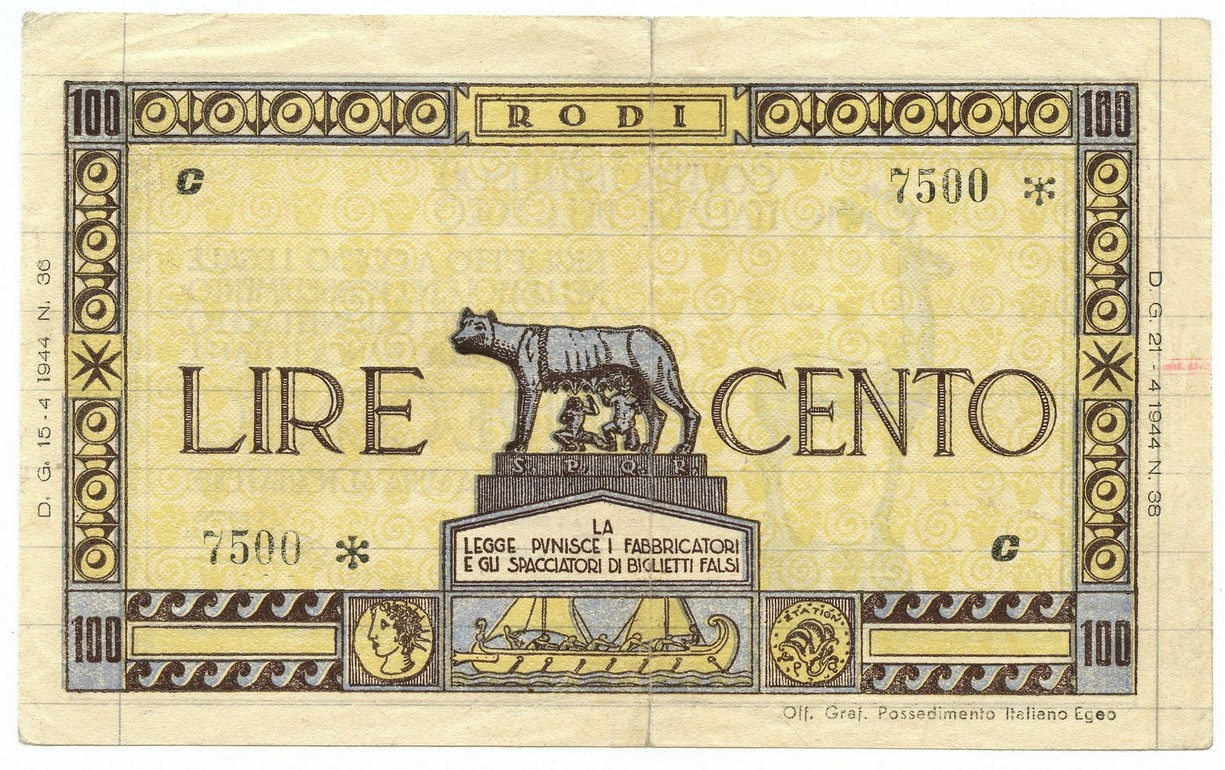
100 lire emesso a Rodi il 21/04/1944

La situazione finanziaria a Rodi, già complessa prima dell’Armistizio, si aggravò dopo l’8 settembre 1943 a causa di vettovagliamenti limitati. La situazione era drammatica poiché dalla Germania furono rifiutate tutte le richieste di aiuto e bloccate le rimesse dall'Italia in favore dei connazionali residenti nelle Isole italiane dell’Egeo, in cui circolavano le stesse monete e banconote della penisola. Il vice-governatore Ugo Faralli emanò autorizzò la stampa di due tagli banconote, da 50 e 100 lire, per un importo complessivo di 10 milioni di lire. I biglietti furono stampati dalle Officine Grafiche di Rodi, su semplice carta da bollo filigranata, di cui sull'isola erano disponibili sufficienti quantità.
Durante l'occupazione nazista, Antonio Macchi, podestà di Rodi, fu in contatto con i britannici, mentre un gruppo di radiotelegrafisti italiani si infiltrò, facendosi assumere dal comando tedesco di Rodi. Due di essi, Giorgio Ottone Levitz e Osvaldo Remotti, furono scoperti e ricevettero la medaglia d'oro al valor militare alla memoria, per aver trasmesso segretamente informazioni al comando inglese dalla stazione radio tedesca di Rodi per oltre un anno.
L'isola e il Dodecaneso nel maggio 1945 furono occupati dagli alleati fino al 1947.
Tra i monumenti che ricordano gli anni delle due guerre rimane il sacrario militare italiano, che accoglie 404 salme di soldati italiani caduti. Realizzato nel 1924 su progetto dell’architetto Florestano Di Fausto e abbandonato dopo la seconda guerra mondiale, il sacrario è stato restaurato dallo Stato italiano nel 2010.

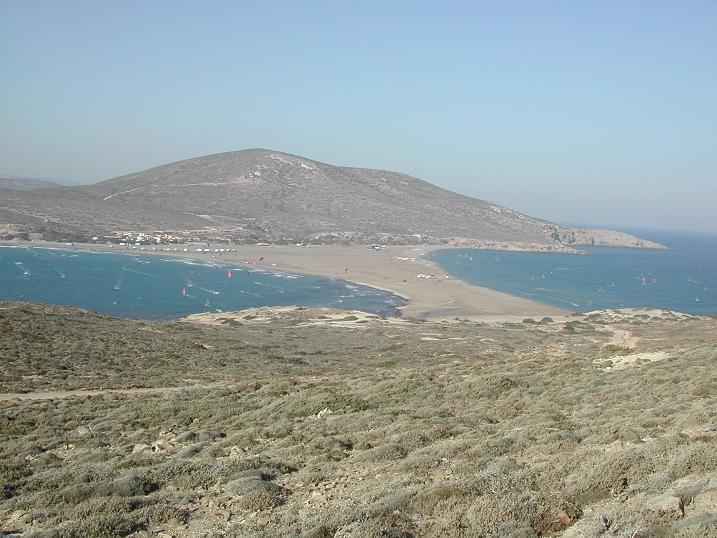
Prassonissi, dove si incontrano Mar Mediterraneo e Mar Egeo

#### La tragedia del piroscafo Oria
L'11 febbraio del 1944 il piroscafo Oria, costruito nel 1920 e requisito dai tedeschi, salpò da Rodi diretto al Pireo, con a bordo oltre 4 000 soldati italiani, fatti prigionieri a Rodi e nel Dodecaneso, che si erano rifiutati di aderire alla RSI, con 90 tedeschi e l'equipaggio norvegese.
Il 12 febbraio, colto da una tempesta, il piroscafo affondò presso Capo Sunio, a 25 miglia dalla destinazione finale, dopo essersi incagliato nei bassi fondali prospicienti l'isola di Patroclo.
I soccorsi, difficili per il maltempo, e il sovraffollamento permisero il salvataggio solo di 37 italiani, 6 tedeschi, un greco e 5 membri norvegesi dell'equipaggio, tra cui il comandante Bearne Rasmussen.
Nel 1955 il relitto fu smembrato dai palombari greci per recuperarne il ferro. Degli oltre 4 000 morti, solo i cadaveri di circa 250 naufraghi, trascinati sulla costa dalla tempesta e sepolti in fosse comuni, furono traslati, in seguito, nei piccoli cimiteri dei paesi della costa pugliese e, successivamente, nel sacrario dei caduti d'Oltremare di Bari. I resti di tutti gli altri sono ancora in fondo al mare.
In un viaggio precedente a quello del naufragio era presente il futuro segretario del PCI Alessandro Natta, fatto prigioniero a Rodi, in difesa dell'aeroporto di Gadurrà.

### Il ritorno alla Grecia
Terminato il mandato britannico con i trattati di Parigi del febbraio 1947, dove l'Italia fu costretta a cedere Rodi e il Dodecaneso alla Grecia, come riparazione per la guerra del 1940-1941, il 15 settembre 1947 a Rodi vi fu la cerimonia che trasferì ufficialmente i poteri al governatore greco Periklis Ioannidis. 
Il 7 marzo 1948 Rodi con le altre isole si trasformarono ufficialmente nella Prefettura greca del Dodecaneso.
Le chiese cattoliche vennero trasformate in ortodosse, e il 9 settembre 1950 gli ultimi due membri dei Fratelli delle scuole cristiane lasciarono Rodi e l'anno dopo fu allontanato anche l'arcivescovo cattolico italiano Florido Ambrogio Acciari.
Dal 2011 Rodi fa parte dell'Egeo Meridionale, una delle 13 periferie della Grecia.

## Trasporti

### Aeroporti
Sull'isola sono presenti due aeroporti operativi ma solo l'aeroporto di Rodi-Diagoras è aperto all'aviazione commerciale.
- Aeroporto Diagoras, aperto nel 1977 è uno dei più grandi della Grecia, è il punto principale d'ingresso e d'uscita sia per i locali che per i turisti. Lo scalo è collegato sia con le principali città greche e sia con le maggiori città europee. Si trova a 14 km a sud-ovest della città di Rodi ed è il terzo scalo del paese per volume di traffico internazionale.
- Aeroporto di Marizza, base militare, usato anche dall'aviazione generale, chiuso all'aviazione commerciale. Fu l'aeroporto principale dell'isola fino al 1977. Dispone di una pista 08/26 di 2400 m e di una seconda pista obliqua in semi-abbandono 14/32 di 1200 m.
- Aeroporto di Gadurrà, oggi abbandonato, fu un aeroporto costruito dagli italiani durante la seconda guerra mondiale, a 7 km a nord di Lindo. Ne rimangono solo la torre di controllo e la pista in asfalto orientata 16/34 di 1700 m.
- Aeroporto di Cattavia, abbandonato, fu anch'esso una pista aeroportuale italiana costruita non lontano dalla prigione militare. Nel 1943, la pista di 1200 m fu resa inagibile dall'esercito italiano con fossati e pali prima di essere abbandonato.

## Monumenti e luoghi d'interesse

### Città di Rodi
Rinomata come un tesoro archeologico, si trova sulla punta settentrionale dell'isola con il mare su tre lati. La città di Rodi, o Rodos, racchiude tre città in una. La prima è quella moderna - un ammasso monumentale di cemento imbiancato che, tranne per alcuni begli edifici italiani, varia dal noioso allo squallido.

#### Acropoli di Rodi
L'acropoli di Rodi sorge nella parte occidentale della città. Un tempo era il centro dei primi insediamenti. Su essa sono presenti il tempio di Apollo (riedificato parzialmente durante l'occupazione italiana), l'antico stadio e le fondamenta del tempio di Artemide (chiamato così dagli archeologi italiani che lo trovarono per la presenza di statuette con forma femminile, nuove interpretazioni sostengono fosse un tempio dedicato a Elios o il luogo del Colosso di Rodi). *senza fonte (cartelli sul sito archeologico)
Grotta santuario di Ninfea

#### Museo archeologico
Il Museo archeologico, affacciato su una piazzetta al termine della nota via dei Cavalieri di Rodi, è il principale museo dell'isola. Contiene reperti rinvenuti per lo più in loco e nelle isole circostanti. Ospitato nell'edificio monumentale dell'ospedale di San Giovanni dei Cavalieri di Rodi, fu completato nel 1440 sotto il Gran Maestro Pierre d'Aubusson.

#### Cattedrale di San Francesco d'Assisi
La Chiesa di San Francesco è la chiesa dell'arcidiocesi di Rodi di rito latino. È ubicata vicino alla porta di Sant'Atanasio, tra il quartiere di Acandia e di San Giovanni. Ogni domenica e nei giorni festivi viene celebrata la solenne liturgia in lingua greca. I fedeli possono seguire la messa nella loro lingua poiché vengono distribuiti volantini con le letture in 12 lingue diverse.
All'interno della chiesa è possibile assistere a concerti di musica sacra. L'edificio, progettato dall'architetto Bernabiti e seguito dall'ingegnere Vellini, è dotato di un'ottima amplificazione acustica. Il 20 settembre 1936 alla presenza dell'Arcivescovo e del governatore italiano lago venne posta la prima pietra. I lavori furono completati nel 1939. Il complesso ecclesiastico è rivestito in pietra a vista di Coschino. Il pavimento è realizzato in marmo bianco di calitea, il pulpito in marmo grigio di gramata, le vetrate in onice; gli affreschi sulle pareti sono dipinti da Pietro Gaudenzi. Nel 1940 la chiesa fu dotata di un organo e arricchita da 14 bassorilievi in terracotta dello scultore Monteleone che raffigurano la Via Crucis.

#### Chiesa di Nostra Signora della Vittoria
Il complesso che sorge nel quartiere di Neocori comprende anche il convento dei francescani della Custodia di Terra Santa, che prestano servizio pastorale nell'isola, e la foresteria del convento. Nella chiesa costruita nel 1743 e ingrandita nel 1851 viene celebrata ogni giorno la messa in diverse lingue. Dal 1927 al 1929 si svolsero i lavori di restauro e ricostruzione della nuova facciata su progetto di Di Fausto. La facciata è ornata da motivi architettonici crociati; sopra il portale, in una nicchia, è posta la statua della Vergine. La chiesa, suddivisa in tre campate a crociera, è costruita su un'unica navata con transetto. Sotto la cupola vi è un coro quadrangolare. Le due cappelle laterali sono dedicate a san Francesco e a sant'Antonio. A Natale nella chiesa viene allestito un grande presepe.

#### Acquario
Costruito dal 1934 al 1936 all'estremità settentrionale dell'isola nel luogo denominato "Punta dei Mulini" in pietra porosa incastonata di conchiglie che le attribuisce il caratteristico aspetto di una grotta, la stazione Idrobiologica è un monumento storico, parte integrante del Centro ellenico di ricerche marine. Attraverso le sue attività scientifiche ed espositive promuove e divulga la conoscenza del mar Egeo e del Mediterraneo orientale con lo scopo di salvaguardare l'ambiente marino e la sua biodiversità.

### Acropoli di Kameiros
Kamiros è la terza città più antica dell'isola insieme a Ialissos e Lindos. Fondata dai dori nel VII secolo a.C., fu un grande centro commerciale grazie alla sua vantaggiosa posizione geografica.

### Valle delle farfalle
Situata tra Paradissi e Theologos, si estende su una superficie di 60 ettari. La ricchezza della flora bagnata dal fiume Pelecanos ha creato l'habitat ideale per la procreazione di milioni di farfalle della specie Euplagia quadripunctaria. La vegetazione è costituita da cespugli e alberi di lentisco, pino, platano e storace americano.

### Prassonissi
Prassonissi (in greco Πρασονήσι?) è un'isola tidale che si trova all'estremità meridionale dell'isola di Rodi. Si tratta di un promontorio, sul quale si erge un faro, unito all'isola da una striscia di sabbia, che diventa un'isola con l'alta marea, dando origine al fenomeno conosciuto come "l'incontro dei due mari": il mar di Levante e il mar Egeo. Così, mentre il mare occidentale è agitato per il soffiare del vento Meltemi, quello orientale è calmo. Ancora oggi è una zona disabitata e con pochissime strutture, lontana dal turismo di massa.

## Religioni
La religione più diffusa, come in tutta la Grecia, è quella cristiana ortodossa che fa capo alla Chiesa di Grecia.
Dal 1972 la presenza francescana dell'isola è legata alla Custodia di Terra Santa.